# Poľný Kesov
Poľný Kesov est un village de Slovaquie situé dans la région de Nitra.

## Histoire
Première mention écrite du village en 1113.

## Démographie

### Évolution de la population
| Année:               | 1994. | 2004.   | 2014.   | 2024.   |
| -------------------- | ----- | ------- | ------- | ------- |
| Nombre de personnes: | 590   | 610     | 644     | 632     |
| Différence:          |       | +3,38 % | +5,57 % | -1,86 % |

| Année:               | 2023. | 2024.   |
| -------------------- | ----- | ------- |
| Nombre de personnes: | 633   | 632     |
| Différence:          |       | -0,15 % |